# Đorđe Balašević
Đorđe Balašević (en serbe cyrillique Ђорђе Балашевић ; prononcer [d͡ʑord͡ʑe balaʃeʋit͡ɕ]), né le 11 mai 1953 et mort le 19 février 2021, est un auteur-compositeur-interprète serbe.

## Carrière musicale

### Début de carrière: Žetva et Rani Mraz
Après que Balašević a rejoint Žetva, le groupe a enregistré un single humoristique à succès orienté tango, U razdeljak te ljubim (littéralement Je t'embrasse sur ta raie[Information douteuse]), qui a été vendu à plus de 180 000 exemplaires. En 1978, il quitte Žetva et, avec Verica Todorović, forme le groupe Rani Mraz . Le groupe fait ses débuts au festival de musique 1978 à Opatija avec la chanson Moja prva ljubav (Mon premier amour). En 1978, deux anciens membres de Suncokret Biljana Krstić et Bora Đorđević rejoignent le groupe (formant la composition la plus célèbre de Rani Mraz) et, ensemble, ils enregistrent Računajte na nas (Compte sur nous), écrit par Balašević, une chanson qui célèbre l'adoption par les jeunes de la révolution communiste. La chanson devient populaire auprès des autorités communistes et du peuple, devenant un hymne de la jeunesse yougoslave. Après quelques mois de coopération, Verica Todorović et Bora Đorđević quittent le groupe, Đorđević formant son célèbre groupe de hard rock Riblja Čorba. Biljana Krstić et Balašević enregistrent ensuite le premier album de Rani Mraz, Mojoj mami umesto maturske slike u izlogu (À ma mère, à la place d'une photo de promotion dans une vitrine), avec l'aide de musiciens de studio.
Au Festival de Split 1979, Balašević remporte le premier prix avec le single Panonski mornar (Marin pannonien). Quelques mois plus tard, Rani Mraz se produit huit fois de suite à guichet fermé à la Maison des syndicats de Belgrade. En 1980, Balašević sert dans l'Armée populaire yougoslave à Zagreb et Požarevac, où il joue un rôle dans l'émission de télévision Vojnici (Soldats), mais trouve également le temps d'écrire la chanson Zbog tebe (À cause de toi) pour Zdravko Čolić et les paroles de plusieurs chansons enregistrées sur l'album de Srebrna krila Ja sam samo jedan od mnogih s gitarom (Je ne suis qu'un parmi tant d'autres avec une guitare).
Fin 1980, Balašević et Krstić sortent leur deuxième et dernier album sous le nom de Rani Mraz, avec un titre symbolique : Odlazi cirkus (Le cirque s'en va). L'album réaffirme le statut de Balašević et livre plusieurs chansons à succès, dont Priča o Vasi Ladačkom (Histoire de Vasa Ladački), qui est devenue l'une des chansons signature de Balašević. Cependant, Rani Mraz s'est officiellement dissous après cela.

### Carrière solo

#### Années 1980
Balašević commence sa carrière solo en 1982 avec l'album Pub (Valet), qui a été bien accueilli, apportant les tubes Boža zvani Pub (Boža connu comme le Valet), Pesma o jednom petlu (Chanson sur un coq), Lepa protina kći (Belle fille de l'archiprêtre) et Ratnik paorskog srca (Guerrier au cœur de paysan),,. L'album est produit par Josip Boček, qui a également produit les deux sorties suivantes de Balašević. Peu de temps après, Balašević joue un rôle dans la série télévisée Pop Ćira i pop Spira (Le Prêtre Ćira et le Prêtre Spira), enregistrée d'après le roman éponyme de Stevan Sremac. À l'époque, il écrit la chanson Hej, čarobnjaci, svi su vam đaci (Hé, les magiciens, tout le monde peut apprendre de vous) pour le club de football de l'Étoile rouge de Belgrade.
En décembre 1983, Balašević sort l'album Celovečernji the Kid (Toute la nuit the Kid), qui présente les hits Svirajte mi 'Jesen stiže, dunjo moja' (Joue-moi « L'automne arrive, mon cher »), Neko to od gore vidi sve (Quelqu'un d'en haut voit tout), Blues mutne vode (Blues eau boueuse), Lunjo (?) et Don Francisco Long Play,,,. L'album suivant, 003, sort en 1985 et apporte les tubes Slovenska (Chanson slave), Al 'se nekad dobro jelo (On mangeait bien (?)), Badnje veče (Réveillon de Noël) et Olivera,.
En 1986, Balašević sort l'album Bezdan (Abysses), qui a apporté les hits Ne lomite mi bagrenje (Ne cassez pas mes arbres à sauterelles), Bezdan et Ne volim januar (Je n'aime pas janvier),. Le disque est produit par Đorđe Petrović et les arrangements sont réalisés par Aleksandar Dujin. Ces deux personnes seront les principaux associés de Balašević les années suivantes. Ils sont devenus la colonne vertébrale du groupe de soutien de Balašević, surnommé The Unfuckables.
En 1987, Balašević sort son premier album live, le double album U tvojim molitvama - Balade (Dans vos prières - Ballades). L'album est enregistré en 1986 et 1987 lors de ses concerts à la salle Zetra de Sarajevo, Ledena dvorana et Šalata à Zagreb, Sava Centar à Belgrade et Studio M à Novi Sad. L'album comporte un 45 tours cadeau de 7 pouces avec les titres inédits 1987 et Poluuspavanka (Demi-berceuse). L'album comprend également un morceau précédemment non enregistré, Samo da rata ne bude (Juste pour qu'il n'y ait pas de guerre), qui a été enregistré en live avec une grande chorale d'enfants. Le 19 juillet 1987, Balašević, aux côtés de Parni Valjak, Leb i sol et Riblja Čorba, se produit au Stade Maksimir de Zagreb lors de la cérémonie de clôture de l'Universiade d'été de 1987.
Son album studio suivant, Panta Rei, sort en 1988. La chanson Requiem est dédiée à Josip Broz Tito (mort en 1980), tandis que la satire Soliter (?) caricature la Yougoslavie comme un bâtiment dont seule la façade tient encore tandis que les fondations glissent. Du son blues est présent dans les chansons Neki se rode kraj vode (Certains sont nés près de l'eau) et Nemam ništa s tim (Je n'ai rien à voir avec ça),. L'album suivant de Balašević, Tri posleratna druga (Trois amis d'après-guerre), est sous-titré Muzika iz istoimenog romana (Musique du roman du même nom), en référence à son roman Tri posleratna druga. L'album a été enregistré par Dujin, le bassiste Aleksandar Kravić et deux musiciens de Rijeka, le guitariste Elvis Stanić (ancien membre de Linija 23, Denis & Denis et Dr Doktor) et le batteur Tonči Grabušić. L'album présente les succès radiophoniques Kad odem (Quand je pars), D-moll (Ré mineur), Ćaletova pesma (La Chanson de papa), Saputnik (Compagnon de voyage), O. Bože (Oh Dieu) et orientée traditionnelle Devojka sa Cardas nogama (Une fille aux jambes de csárdás),,. La chanson Sugar Rap présente un son rap caricaturé.

#### Années 1990
L'album Marim ja... (J'adore...) sort en 1991. À côté des anciens associés de Balašević, l'album présente Davor Rodik (pedal steel guitar), Nenad Jazunović (percussions) et Josip « Kiki » Kovač (violon). Les chansons Nevernik (Incroyant), Ringišpil (Carrousel), Divlji badem (Amande sauvage) sont les plus grands succès de l'album.
Alors que les guerres de Yougoslavie éclatent, Balašević est contraint de cesser de collaborer avec Stanić et Grabušić (les deux formant le groupe de jazz rock Elvis Stanić Group). Balašević se retire à l'isolement, en partie en raison de son attitude anti-guerre Son album suivant Jedan od onih života... (Une de ces vies...), sorti en 1993, met en vedette Aleksandar Dujin au piano, Dušan Bezuha à la guitare, Đorđe Petrović aux claviers, Aleksandar Kravić à la basse, Josip Kovač au saxophone et Dragoljub Đuričić (anciennement de YU grupa, Leb i Sol et Kerber) à la batterie. Les chansons telles que Krivi smo mi (C'est notre faute) et Čovek sa mesecom u očima (L'homme avec la lune dans ses yeux) critiquent fortement et dénoncent la guerre en cours,. Au même moment, l'album de compilation Najveći hitovi (Les plus grands succès), comprenant des chansons enregistrées pendant la période 1986-1991, sort. Les chansons apparaissant sur la compilation sont choisies par Balašević lui-même.
Après une longue pause, début 1996, il publie Naposletku... (Après tout...). Outre les anciens associés de Balašević, l'album met en vedette le jeune batteur Petar Radmilović. Na posletku... est principalement orienté folk rock. Presque tous les instruments de l'album sont acoustiques, le violon devenant dominant et les instruments à vent largement utilisés. En 1997, l'album live Da l' je sve bilo samo fol? (C'était juste une faute ?), enregistré le 6 décembre 1996 lors d'un concert à Maribor, sort en Slovénie.
L'album Devedesete (Années quatre-vingt-dix), auto-publié par Balašević au printemps 2000, est son album le plus engagé politiquement. L'album est produit par Petrović et, aux côtés d'anciens associés, met en vedette le saxophoniste Gabor Bunford.

#### Années 2000

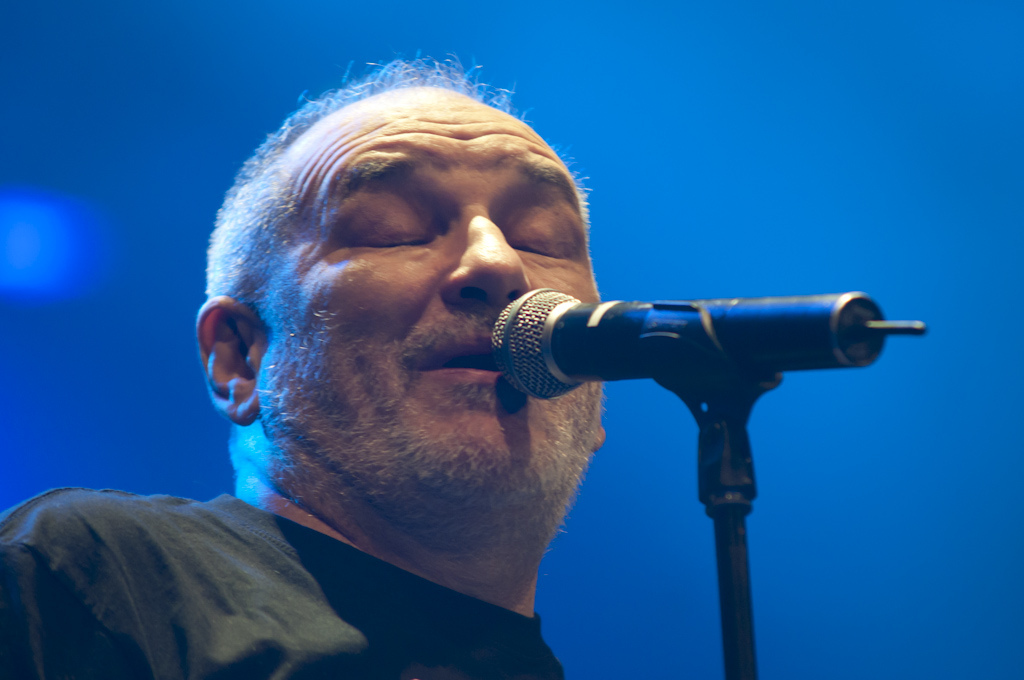
Balašević à Zagreb en 2010.

En 2001, Balašević sort l'album Dnevnik starog momka (Journal d'un vieux garçon). L'album comprend 12 chansons, chacune ayant un prénom féminin comme titre. Les titres de chansons forment l'acrostiche « Olja je najbolja » (« Olja est la meilleure »), Olja étant le surnom de l'épouse de Balašević, Olivera Balašević. Balašević a déclaré à plusieurs reprises que les filles d'après lesquelles les chansons ont été nommées sont de la pure fiction. En 2002, l'album de compilation Ostaće okrugli trag na mestu šatre (Il y aura une marque ronde à l'emplacement de la tente, du nom d'un couplet de la chanson Odlazi cirkus) est sorti. L'album présente un choix de chansons de la carrière solo de Balašević, avec certaines des chansons les plus anciennes préenregistrées.
Balašević sort les chansons qui auraient dû être la bande originale du film Goose Feather sur l'album Rani mraz. Le sous-titre de l'album est Priča o Vasi Ladačkom.../Muzika iz nesnimljenog filma (L'histoire de Vasa Ladački.../Musique d'un film non tourné). L'album présente un son folk rock similaire à celui de Na posletku. L'album présente Priča o Vasi Ladačkom réenregistré et le morceau instrumental basé sur celui-ci, Pričica o Vasi L. (Petite histoire sur Vasa L.). L'album comprend également la chanson Maliganska, que Balašević a écrite au début de sa carrière et offerte sans succès à Zvonko Bogdan, et qui avait été précédemment publiée par le groupe de pop rock/folk rock Apsolutno Romantično sous le titre Đoletova pesma (La chanson de Đole). L'album, à côté d'anciens associés, présente Zoran et Pera Alvirović (d'Apsolutno Romantično), Andrej Maglovski (accordéon), Stevan Mošo (prim), Beni Ćibri (contrebasse), Agota Vitkai Kučera (soprano), St. George Choir et d'autres.

#### Années 2010

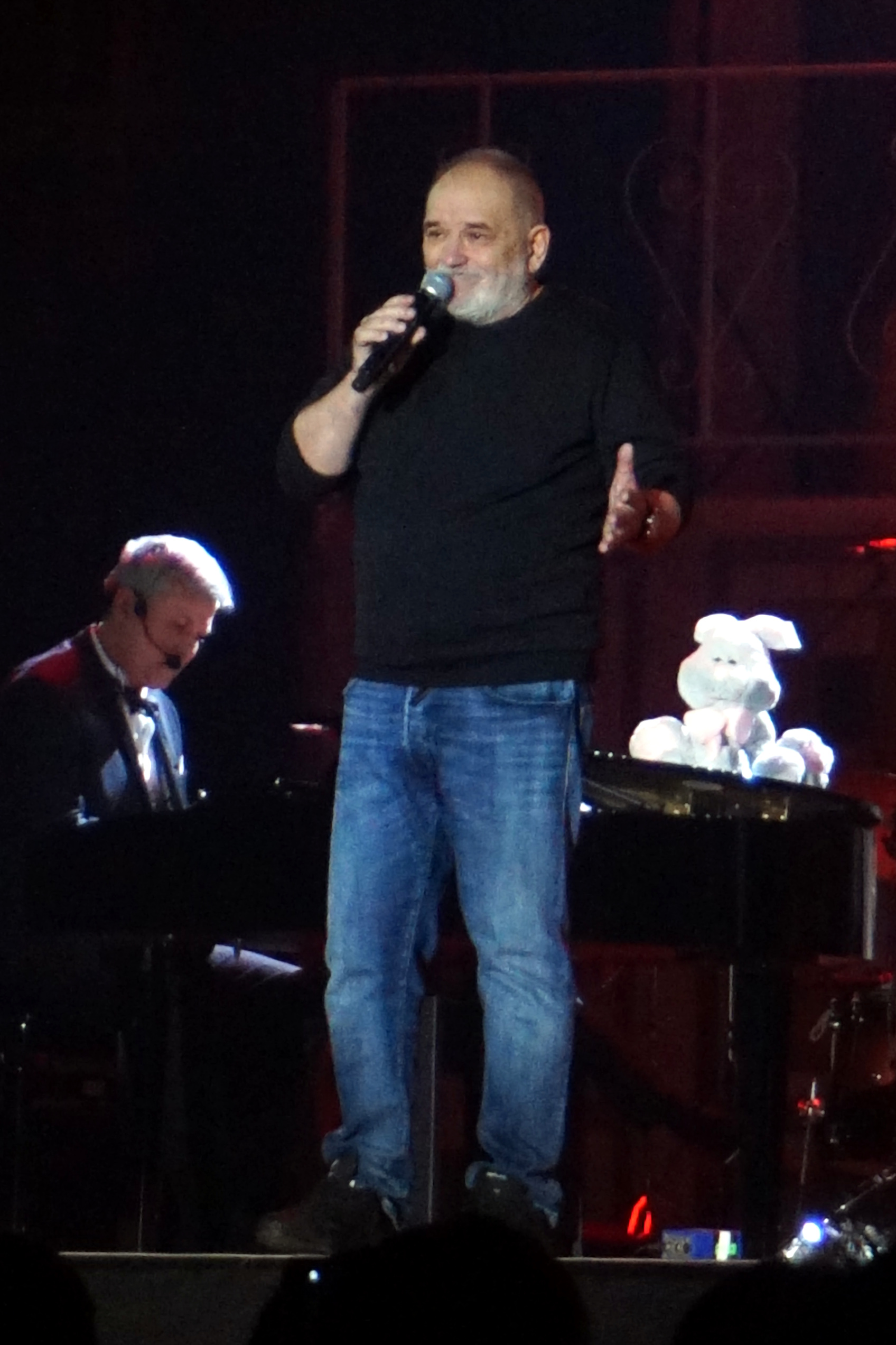
Balašević en 2017.

En 2010, Balašević réalise le film Like An Early Frost (à l'origine intitulé Kao rani mraz), avec Daniel Kovačević, Rade Šerbedžija et la fille de Balašević Jovana, adapté de la chanson Priča o Vasi Ladačkom. Le film reçoit principalement des critiques négatives de la part des critiques,,,. En 2012, Balašević sort six nouvelles chansons dont Berba '59. (Récolte de 59), Ljubav ne pobeđuje (L'amour ne gagne pas) et Osmeh se vratio u grad (Sourire revenu à la ville). En 2015, Balašević sort une chanson, Duet, dédiée à Kemal Monteno, décédé en janvier de cette même année. En 2016, Balašević sort la chanson Mala vidra sa Begeja (Petite loutre de la Bega).

### Concerts
Ses concerts traditionnels du Nouvel An dans la salle Sava Center de Belgrade sont traditionnellement complets. Il se produit à guichet fermé au Sava Center pour la première fois lors de la saison 1982/1983.

## Positions politiques
Depuis l'une de ses premières chansons, Računajte na nas (Comptez sur nous), Balašević s'est engagé politiquement. Avec un autre single, Triput sam video Tita (J'ai vu Tito trois fois), ces chansons résumaient son soutien au yougoslavisme et au titisme. En 2018, il a déclaré que « la Yougoslavie n'était pas bonne ; si elle l'était, elle ne se serait pas effondrée de manière aussi sanglante ».
Au cours de la seconde moitié des années 1980, Balašević a commencé à critiquer les autorités et, au début des années 1990, ses chansons et ses discours sur scène ont montré de la désillusion et de la tristesse face au fait que l'effusion de sang était possible dans la Yougoslavie qu'il admirait autrefois. Il a ouvertement critiqué les formes émergentes de nationalisme ethnique en Serbie, en Croatie, en Bosnie et en Slovénie.
Au cours des années de guerre qui ont suivi, Balašević a eu de graves problèmes avec le gouvernement de Slobodan Milošević car il s'y était ouvertement opposé. Lors de ses concerts, il critiquait et se moquait souvent de Milošević et d'autres personnalités politiques serbes,. En 1996, il est devenu ambassadeur de bonne volonté auprès du Haut Commissariat des Nations unies pour les réfugiés pour ses déclarations anti-guerre pendant les guerres de Yougoslavie et a tenu le premier concert d'après-guerre à Sarajevo en tant que premier artiste serbe à visiter la Bosnie-Herzégovine déchirée par la guerre.
En 2000, il a participé à des manifestations pendant et après la chute de Slobodan Milošević. En 2006, après que le Monténégro eut déclaré son indépendance de la Communauté d'États de Serbie-et-Monténégro, Balašević a envoyé une lettre au Premier ministre du Monténégro de l'époque, Milo Đukanović, dans laquelle Balašević félicitait Đukanović pour l'indépendance du Monténégro,. Il a voté pour Boris Tadić lors de l'élection présidentielle serbe de 2012.

## Vie privée
Balašević vivait à Novi Sad, dans la même maison où il a grandi, avec sa femme Olivera (née Savić à Zrenjanin), qui était une ballerine et membre de l'équipe nationale de gymnastique, et leurs trois enfants : deux filles, Jovana (actrice, née en 1980) et Jelena (née en 1984), et un fils, Aleksa (né en 1994). Le 14 novembre 2019, Balašević subit un infarctus du myocarde, dont il se remet jusqu'à sa mort,.
Il se déclarait yougoslave.

## Mort
Balašević est mort du Covid-19 le 19 février 2021 à Novi Sad,,.

## Héritage
Le livre de 1998 YU 100: najbolji albumi jugoslovenske rok i pop muzike (YU 100 : Les meilleurs albums de musique pop et rock yougoslave) comprend deux albums solo de Đorđe Balašević, Bezdan (classé no 25) et Pub (classé no 66), et un album de Rani Mraz, Mojoj mami umesto maturske slike u izlogu (classé no 44).
En 2000, la chanson Slovenska est classée à la 69e place sur la liste des 100 meilleures chansons rock yougoslaves de tous les temps de Rock Express. En 2006, la chanson Priča o Vasi Ladačkom est classée 13e sur la liste des 100 meilleures chansons nationales de B92. En 2011, la chanson Menuet a été classée par les auditeurs de Radio 202 l'une des 60 plus grandes chansons sorties par PGP-RTB/PGP-RTS pendant les soixante ans d'existence du label.
En 2007, 21 groupes de Novi Sad (d'où Balašević est originaire), dont Zbogom Brus Li, Pero Defformero, Super s Karamelom et d'autres, ont enregistré un album hommage à Balašević intitulé Neki noviji klinci i... (Quelques nouveaux enfants et...). En 2012, Branimir « Johnny » Štulić, auteur-compositeur-interprète et ancien leader d'Azra, a sorti une reprise de U razdeljak te ljubim sur sa chaîne YouTube officielle.
Même après les guerres de Yougoslavie des années 1990, Balašević est resté populaire et apprécié non seulement en Serbie mais aussi à travers l'ensemble des anciennes républiques yougoslaves. La nouvelle de sa mort a été largement partagée dans les médias croates et bosniens, le portail Web bosnien Klix.ba décrivant Balašević comme un interprète « légendaire » dont les chansons pouvaient « inspirer la plus profonde émotion au public ». Dans sa ville natale de Novi Sad, des centaines de personnes se sont rassemblées dans le centre-ville après la nouvelle de sa mort.

## Discographie
Avec Rani Mraz
- Mojoj mami umesto maturske slike u izlogu (1979) [6]
- Odlazi cirkus (1980) [92]

Solo
- Pub (1982)[15]
- Celovečernji The Kid (1983)[22]
- 003 (1985)[93]
- Bezdan (1986)[29]
- Panta Rei (1988)[94]
- Tri posleratna druga (1989)[95]
- Marim ja... (1991)[96]
- Jedan od onih života... (1993)[97]
- Naposletku... (1996)[98]
- Devedesete (2000)[99]
- Dnevnik starog momka (2001)[100]
- Rani mraz (2004)[101]